# موروتزو
موروتزو (به ایتالیایی: Moruzzo) یک کومونه در ایتالیا است که در استان اودینه واقع شده‌است.

## خصوصیات
موروتزو ۱۷٫۹ کیلومترمربع مساحت و ۲٬۲۴۰ نفر جمعیت دارد.